# Hieracium cisuralense
Hieracium cisuralense es una especie de planta con flor del género Hieracium, de la familia Asteraceae, orden Asterales.

## Distribución
Hieracium cisuralense se distribuye por Rusia.

## Taxonomía
Fue descrita científicamente por Schljakov. Fue publicada en Novit. Syst. Pl. Vasc., Acad. Sci. U.R.S.S., 240.